# Il mio angelo segreto
Il mio angelo segreto è il secondo romanzo della trilogia di Federica Bosco, seguito di Innamorata di un angelo.

## Trama
Dopo il tentato suicidio, Mia si ritrova in coma in un letto d'ospedale, incapace di svegliarsi, nonostante le sia più che doloroso guardare  la propria famiglia soffrire. Fortunatamente, tutto cambia e Mia, dopo aver percepito la presenza e la voce di Patrick , si sveglia ed è costretta a fare i conti con il mondo reale: la sua amicizia con Nina e la sua audizione alla Royal Ballet School sono andate in fumo.
Mia informa presto i suoi familiari del fatto che senta la presenza di Patrick, ma questi ultimi, nonostante siano sbalorditi dalla notizia, continuano a sostenerla, non colmando però il vuoto dentro di lei.
Tuttavia Patrick è ancora accanto a lei e decide di accompagnarla nel suo viaggio a Firenze a casa della nonna Olga. È proprio qui che, tra nuove amicizie e nuove fantasie , Mia ricomincia a ballare e a riprendere fiducia nel futuro, trovando anche il coraggio di scrivere una lettera di scuse a Nina.
È proprio per questo che il ritorno a Leicester le sembra tanto duro: tutti quegli sguardi da affrontare e l'odio che, nonostante tutto, Nina prova ancora per lei. Infatti, la famiglia Dewayne non se la passa bene: la madre Laetitia sembra collezionare gli oggetti del figlio, il signor Dewayne è diventato un alcolista e Nina è incinta del fidanzato Carl.
Mia cerca in tutti i modi di aiutare la famiglia della sua amica e, per questo, decide di parlare, sempre assistita da Patrick, a Laetitia, aiutandola a ritrovare il sorriso. La ragazza deve, inoltre, sostenere l'esame finale, lasciato in sospeso a causa del suo tentato suicidio, e tentare il tutto per tutto alla Royal. 
Ma è proprio il perdono da parte dell'amica Nina a farle cambiare idea: infatti, nonostante la sua audizione sia andata per il meglio, Mia decide di aspettare e prega la commissione di cedere il suo posto a colei o a colui che lo desideri veramente.
Il romanzo si conclude con una Mia piena di sogni e di speranza, pronta a sostenere la sua famiglia e la sua amica Nina.

## Edizioni
- Federica Bosco, Il mio angelo segreto, Newton Compton, 2011,  p. 379, ISBN 978-88-541-2444-8.